# Nastri d'argento 2009
La cerimonia di premiazione della 64ª edizione dei Nastri d'argento si è svolta il 27 giugno 2009 al Teatro antico di Taormina ed è stata presentata da Ambra Angiolini.
Le candidature sono state rese note il 28 maggio 2009 presso Villa Medici, sede dell'Académie de France a Roma. I film presenti nelle candidature sono 39 sui 110 presi in considerazione, usciti tra il 1º maggio 2008 e il 30 aprile 2009. Il maggior numero di candidature (nove) è stato ottenuto dal film Il divo di Paolo Sorrentino.
Protagonisti della premiazione sono stati Il divo e Vincere, vincitori entrambi di quattro premi.
Il Nastro dell'anno, assegnato al film che rappresenta nella sua eccezionalità il "caso" artistico e produttivo dell'annata, è andato a Gomorra di Matteo Garrone.
Ad Ex di Fausto Brizzi è stato invece assegnato un Nastro d'argento speciale alla miglior commedia.

## Vincitori e candidati
I vincitori sono indicati in grassetto, a seguire gli altri candidati.

### Regista del miglior film
- Paolo Sorrentino - Il divo
- Francesca Archibugi - Questione di cuore
- Pupi Avati - Il papà di Giovanna
- Marco Bellocchio - Vincere
- Marco Risi - Fortapàsc

### Miglior regista esordiente
- Gianni Di Gregorio - Pranzo di ferragosto
- Marco Amenta - La siciliana ribelle
- Federico Bondi - Mar nero
- Marco Pontecorvo - Pa-ra-da
- Stefano Tummolini - Un altro pianeta

### Nastro d'argento speciale per la commedia
- Ex, regia di Fausto Brizzi
- Diverso da chi?, regia di Umberto Carteni
- Generazione mille euro, regia di Massimo Venier
- Italians, regia di Giovanni Veronesi
- Si può fare, regia di Giulio Manfredonia

### Migliore produttore
- Francesca Cima e Nicola Giuliano (Indigo Film), Andrea Occhipinti (Lucky Red), Maurizio Coppolecchia (Parco Film), Fabio Conversi (Babe Films) - Il divo
- Pupi Avati e Antonio Avati - Il papà di Giovanna e Gli amici del bar Margherita
- Angelo Barbagallo e Gianluca Curti - Fortapàsc
- Marco Chimenz, Giovanni Stabilini, Riccardo Tozzi - Diverso da chi?, Due partite, Questione di cuore, Solo un padre
- Angelo Rizzoli - Si può fare

### Migliore soggetto
- Fabio Bonifacci - Diverso da chi? e Si può fare
- Marco Bechis - La terra degli uomini rossi - Birdwatchers
- Davide Ferrario - Tutta colpa di Giuda
- Giuseppe Piccioni e Federica Pontremoli Giulia non esce la sera
- Maurizio Scaparro - L'ultimo Pulcinella

### Migliore sceneggiatura
- Paolo Sorrentino - Il divo
- Francesca Archibugi - Questione di cuore
- Maurizio Braucci, Ugo Chiti, Gianni Di Gregorio e Matteo Garrone - Gomorra
- Fausto Brizzi, Massimiliano Bruno e Marco Martani - Ex
- Jim Carrington, Andrea Purgatori e Marco Risi - Fortapàsc

### Migliore attore protagonista
- Toni Servillo - Il divo
- Antonio Albanese - Questione di cuore
- Libero De Rienzo - Fortapàsc
- Silvio Orlando - Il papà di Giovanna
- Kim Rossi Stuart - Questione di cuore
- Filippo Timi - Come Dio comanda e Vincere

### Migliore attrice protagonista
- Giovanna Mezzogiorno - Vincere
- Isabella Ferrari - Un giorno perfetto
- Donatella Finocchiaro - Galantuomini
- Valeria Golino - Giulia non esce la sera
- Alba Rohrwacher - Il papà di Giovanna

### Migliore attore non protagonista
- Ezio Greggio - Il papà di Giovanna
- Claudio Bisio - Ex
- Beppe Fiorello - Galantuomini
- Ernesto Mahieux - Fortapàsc
- Silvio Orlando - Ex
- Michele Riondino - Il passato è una terra straniera

### Migliore attrice non protagonista
- Francesca Neri - Il papà di Giovanna
- Anna Bonaiuto - Il divo
- Margherita Buy, Carolina Crescentini, Paola Cortellesi, Isabella Ferrari, Valeria Milillo, Marina Massironi, Claudia Pandolfi e Alba Rohrwacher - Due partite
- Valentina Lodovini - Generazione mille euro e Il passato è una terra straniera
- Carla Signoris - Ex

### Migliore fotografia
- Daniele Ciprì - Vincere
- Luca Bigazzi - Il divo
- Gherardo Gossi - Lezione ventuno e Il passato è una terra straniera
- Marco Onorato - Fortapàsc e Gomorra
- Italo Petriccione - Come Dio comanda

### Migliore scenografia
- Marco Dentici - Vincere
- Giancarlo Basili - Sanguepazzo
- Paola Comencini - Due partite
- Lino Fiorito - Il divo
- Alessandro Vannucci - Questione di cuore

### Migliori costumi
- Maria Rita Barbera - Sanguepazzo
- Grazia Colombini - Il seme della discordia
- Maurizio Millenotti - Si può fare
- Carlo Poggioli - Lezione ventuno
- Marina Roberti - Due partite

### Migliore montaggio
- Francesca Calvelli - Vincere
- Claudio Cormio - Tutta colpa di Giuda
- Luciana Pandolfelli - Ex
- Marco Spoletini - Pranzo di ferragosto e Gomorra
- Cristiano Travaglioli - Il divo

### Migliore sonoro in presa diretta
- Maricetta Lombardo - Gomorra
- Emanuele Cecere - Il divo
- Marco Fiumara - Beket
- Mauro Lazzaro - Come Dio comanda
- Vito Martinelli - Tutta colpa di Giuda

### Migliore colonna sonora
- Paolo Buonvino - Italians
- Fabio Barovero, Marlene Kuntz e Francesco Signa - Tutta colpa di Giuda
- Mokadelic - Come Dio comanda
- Pivio e Aldo De Scalzi - Si può fare e Complici del silenzio
- Teho Teardo - Il passato è una terra straniera

### Migliore canzone originale
- Piangi Roma dei Baustelle con Valeria Golino - Giulia non esce la sera
- Il cielo ha una porta sola di Biagio Antonacci - Ex
- Don't Leave Me Cold di Megahertz, cantata da Laura Chiatti e Claudio Santamaria - Il caso dell'infedele Klara
- Per fare a meno di te di Giorgia e Fabrizio Campanelli - Solo un padre
- Senza farsi male di Fabio Abate e Carmen Consoli - L'uomo che ama

### Migliore film europeo
- The Millionaire (Slumdog Millionaire), regia di Danny Boyle

### Migliore film extraeuropeo
- Gran Torino, regia di Clint Eastwood

### Nastro d'argento al miglior documentario
- Improvvisamente l'inverno scorso, regia di Gustav Hofer e Luca Ragazzi
- La fabbrica dei tedeschi, regia di Mimmo Calopresti
- La Rabbia di Pasolini, regia di Giuseppe Bertolucci
- Il sol dell'avvenire, regia di Gianfranco Pannone
- Terra madre, regia di Ermanno Olmi
  - Menzione speciale: Focaccia blues, regia di Nico Cirasola

### Nastro dell'anno
(riconoscimento speciale assegnato al film che rappresenta nella sua eccezionalità il "caso" artistico e produttivo dell'annata)
- Gomorra, regia di Matteo Garrone

### Nastro d'argento europeo
- Isabelle Huppert «per la sua lunga storia d'amore con il cinema, anche italiano»[4]
- Andrzej Wajda

### Nastro d'argento speciale
- Raoul Bova per la produzione del cortometraggio di denuncia sulla pena di morte 15 Seconds e del film Sbirri[5]
- Piera Degli Esposti come «non protagonista dell'anno per le numerose interpretazioni da partecipazioni che hanno lasciato il segno»[5] - Il divo, L'uomo che ama, Giulia non esce la sera

### Nastro d'argento per il miglior doppiaggio
- Adriano Giannini - Il cavaliere oscuro (The Dark Night)

### Premio SNGCI per il miglior libro di cinema
- Christian De Sica - Figlio di papà

### Premio Guglielmo Biraghi
- Laura Chiatti - Il caso dell'infedele Klara

### Premio Nino Manfredi
- Beppe Fiorello

### Premio Nastri d'argento - L'Orèal Professionnel
- Micaela Ramazzotti - Questione di cuore